# Hochbehälter

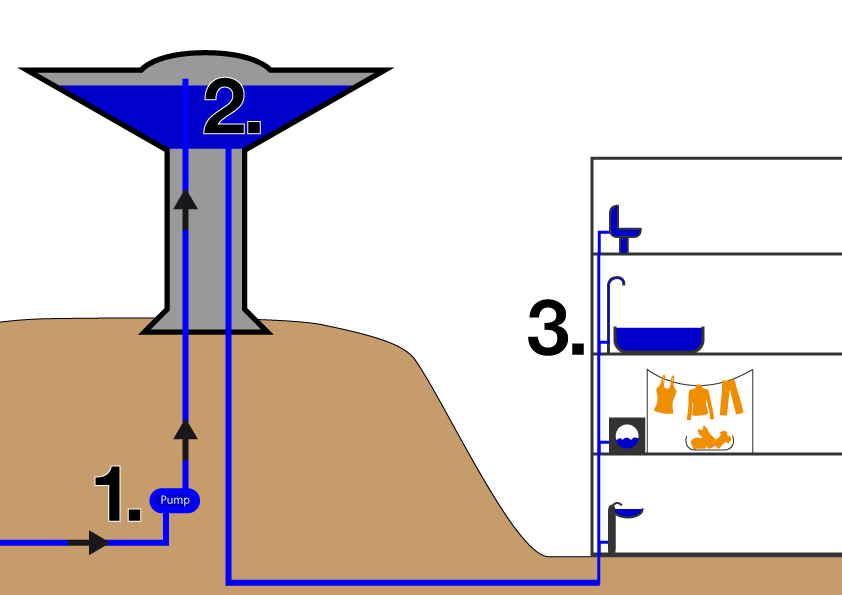
Funktionsweise des Hochbehälters am Beispiel eines Wasserturms

Der Hochbehälter ist ein Wasserspeicherreservoir der Wasserversorgung für Trinkwasser und Nutzwasser (Bewässerung, Energiegewinnung, Prozesstechnik), das das Wasser durch die Schwerkraft in das Wasserversorgungssystem einspeist. Hochbehälter können im ebenen Gelände selbst als Gebäude in Form des Wasserturms mit Tank oder als Dachspeicher auf einem Gebäude ausgeführt sein oder als Bauwerk auf Hängen, Hügeln und Bergen, als freistehender Tank, überdachtes Becken, unterirdische Zisterne oder als freier Speichersee.

## Bauliches und Konstruktives
Ein Hochbehälter besteht aus einem Wasserspeicherbereich und einem Bereich für die Anlagentechnik (Mess-Steuer-Regeltechnik, Schieberkammer mit Rohrleitungen zum betriebsbestimmten Befüllen, Entleeren und Restentleeren, Probennahmestellen, evtl. Notstromversorgung). Das Wasser wird in Tanks oder Kammern gelagert.
Wasserbehälter können im Regelfall auch vollständig außer Betrieb genommen werden, der Weg des Wassers wird mittels Stellarmaturen (Schieber, Ventile oder Klappen) am Behälter vorbei geleitet. Wasserbehälter werden zumeist als Zweikammerbehälter gebaut. So kann im Wartungsfall (Reinigung, Reparatur) eine Kammer außer Betrieb genommen werden, ohne dass die Funktion der gesamten Anlage ausfällt. Oft sind diese Armaturen mit einem roten F  gekennzeichnet, um im Brandfall sofort mit der Wasserwerkspumpe unter erhöhtem Druck die Hydranten der Brandstelle mittels Umgehung der Behälterkammer und durchflussmindernden Messvorrichtungen mit der maximal möglichen Wassermenge zu speisen.

## Funktionelles
Ein Hochspeicher muss im Allgemeinen mit einer Pumpstation befüllt werden. Eine hochliegende Quellfassung oder ein natürlicher See mit ausreichender Trinkwasserqualität dient sowohl der Wassergewinnung wie auch als Hochbehälter. Auch weit entfernte Wasservorräte können als Hochspeicher genutzt werden, beispielsweise die I. und II. Wiener Hochquellenwasserleitung.
Hochbehälter erfüllen als Pufferspeicher verschiedene Funktionen im Wassernetz, sie können
- Wasser speichern, zum Beispiel zur Abdeckung von Spitzenlasten oder zur Überbrückung von Störzeiten, Bereithalten einer Trink- oder Löschwasserreserve,
- den Wasserdruck in Rohrnetzsystemen abbauen bzw. sicherstellen und begrenzen,
- das Wassernetz bei Druckstößen entlasten und
- als Vorlagebehälter für Druckerhöhungsanlagen dienen.

## Formen nach Konstruktion und Funktion
Unterschieden werden
- Hochbehälter
- Tiefbehälter
- Durchlaufbehälter und
- Gegenbehälter

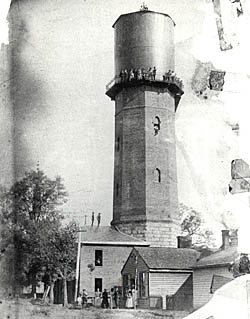
Hochspeichertank eines Wasserturms (Raleigh (North Carolina), 1887)
Ein mittlerweile aufgegebener Hochbehälter eines Wasserwerkes
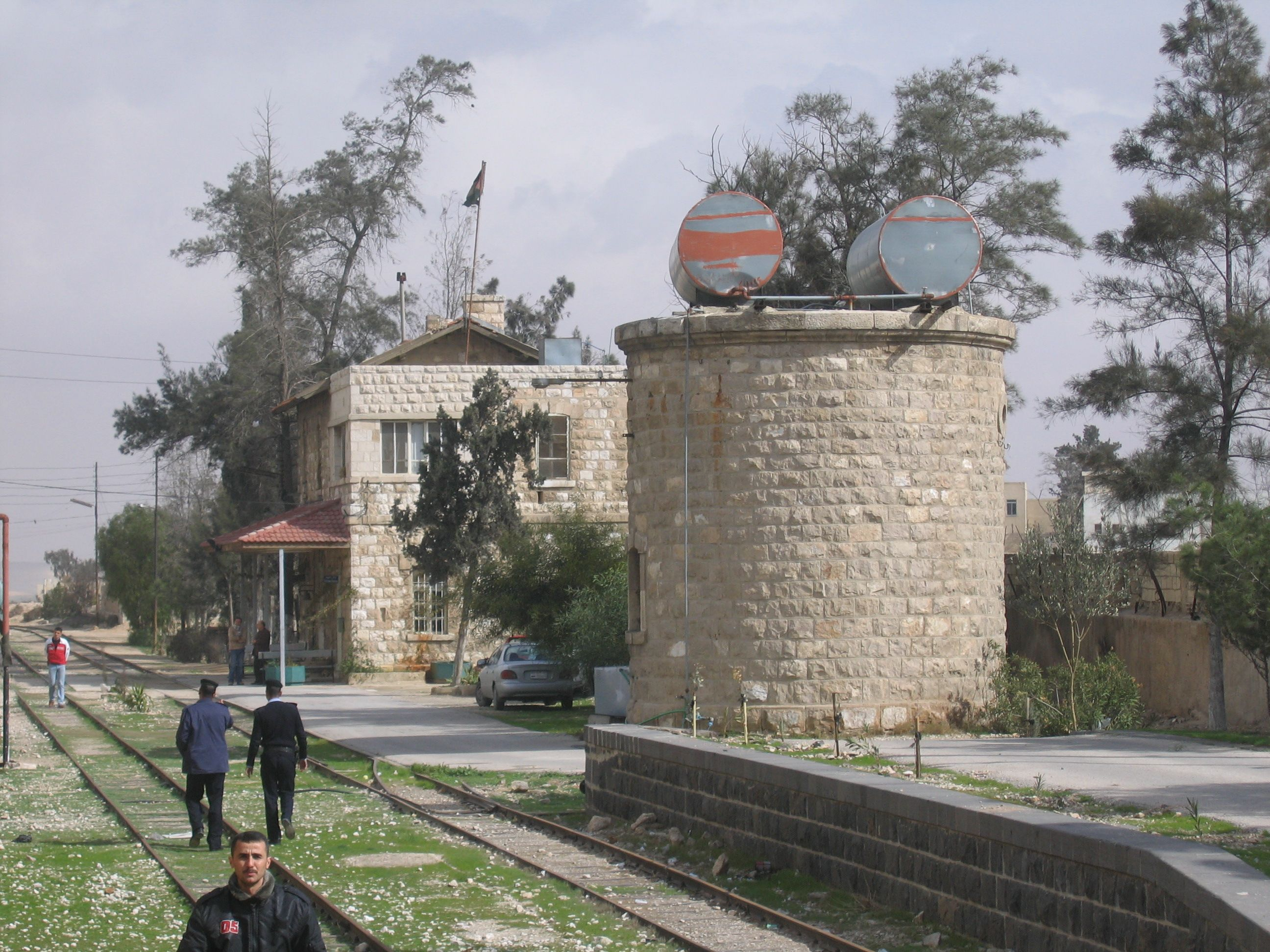
Hochtanks auf einem früheren Wasserspeicher für Dampflokomotiven
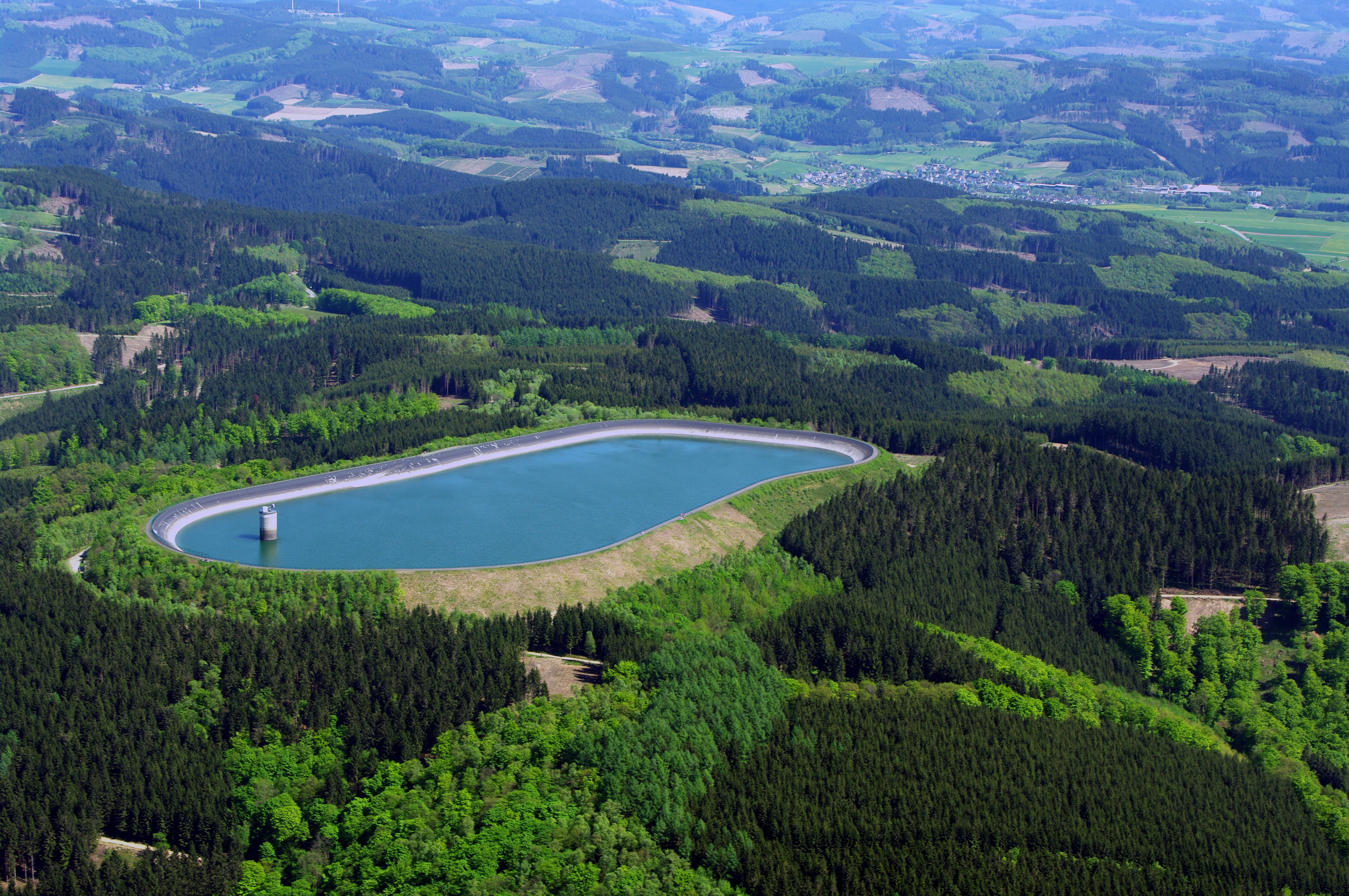
Hochspeichersee eines Pumpspeicherkraftwerks (Rönkhausen)
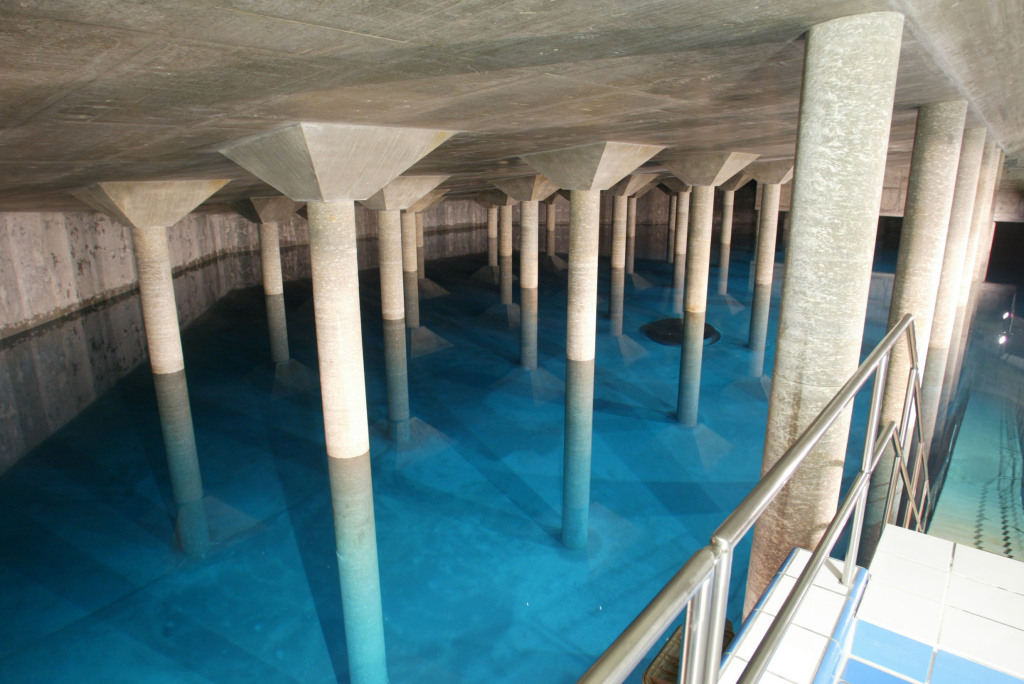
Wasserhochbehälter der EnBW AG in Stuttgart-Hasenberg
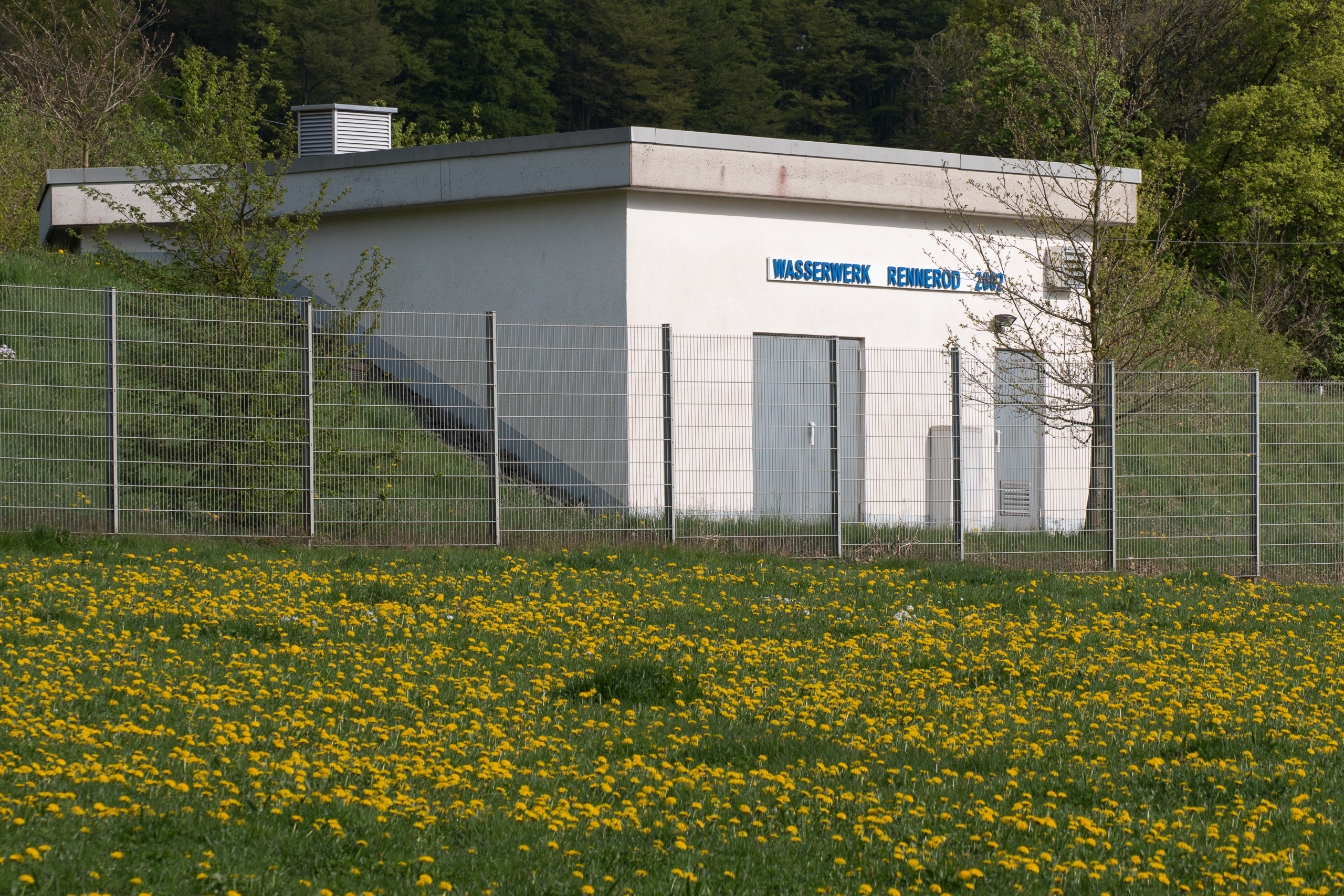
Wasserhochbehälter in Rennerod
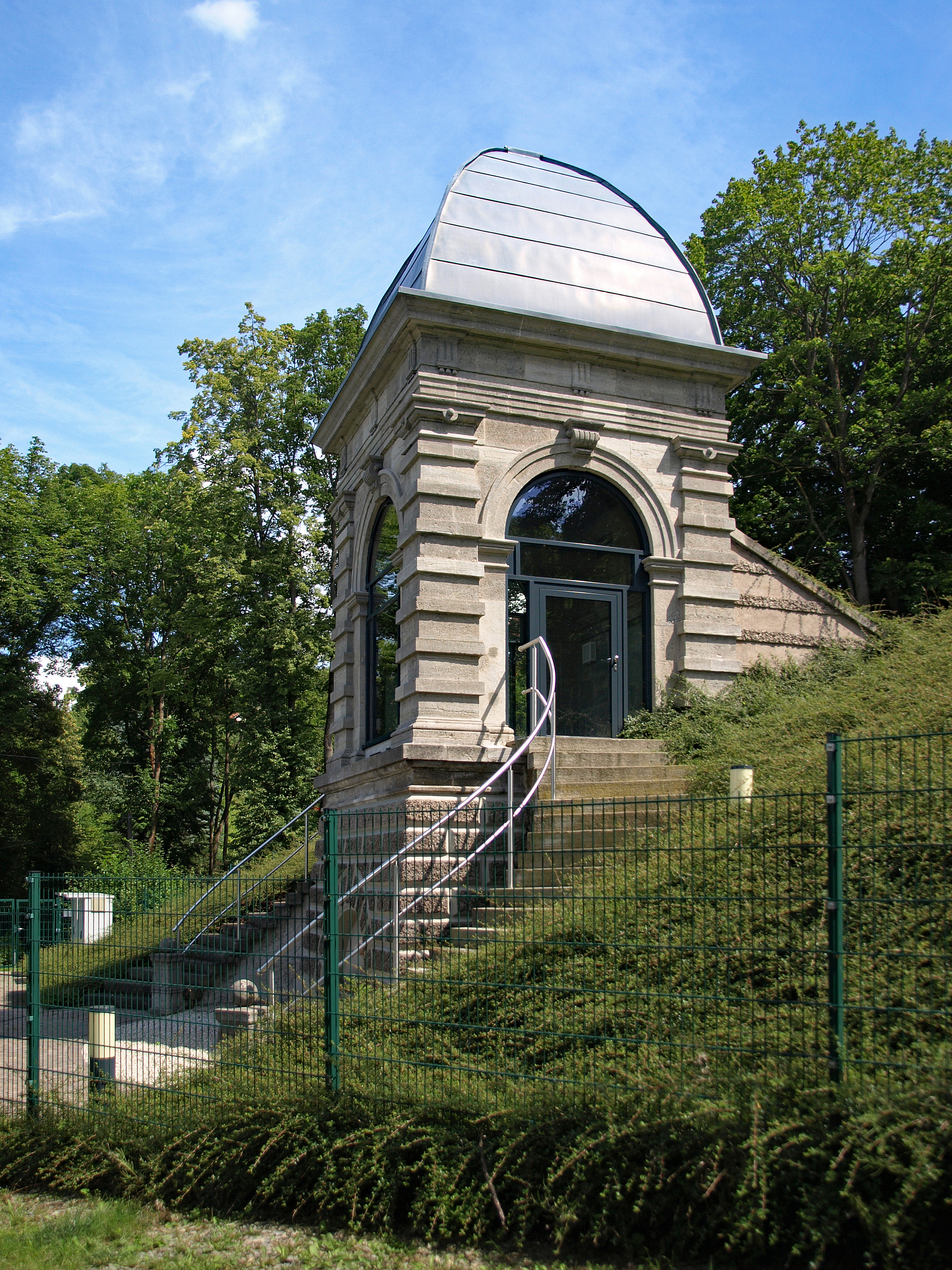
Sanierter Hochbehälter im Stil des Historismus

## Sonstiges
Die bauliche Anlage eines Hochbehälters ist nach seiner ursprünglichen Verwendung auch in Form eines Löschwasserbehälters für Brandschutzzwecke weiterhin nutzbar.
Die bauliche Anlage eines Hochbehälters ist nach seiner ursprünglichen Verwendung auch als Quartier für Fledermäuse nutzbar.